# Armando Sciascia
Armando Alberto Sciascia (Lanciano, 16 giugno 1920 – Trumbull, 23 giugno 2017) è stato un violinista, arrangiatore, direttore d'orchestra, discografico e compositore italiano, noto anche con gli pseudonimi di Henri Tical e Pantros.

## Biografia
Diplomatosi in composizione e violino presso il Conservatorio di Pesaro, si trasferisce a Milano dove entra nell'orchestra del Teatro Nuovo e in quella dei Pomeriggi Musicali; forma poi un'orchestra propria, con cui inizia ad eseguire una serie di brani strumentali di sua composizione insieme a standard internazionali, e con cui si esibisce in tutta Europa.
Incide nel frattempo album strumentali per la Philips e per la Fonit Cetra, e compone alcune colonne sonore per film come Tropico di notte, Mondi caldi di notte, e 3 colpi di Winchester per Ringo e Metempsyco (noto anche con il titolo Tomb Of Torture, regista Antonio Boccacci).

## La Vedette
Nel 1962 Armando Sciascia fonda la casa discografica Vedette, con la quale scoprirà e valorizzerà artisti come  l'Equipe 84, Gian Pieretti e i Pooh, firmando anche alcune canzoni del repertorio di questi artisti (anche come prestanome per quelli non ancora iscritti alla SIAE), usando lo pseudonimo H. Tical per le musiche e Pantros per i testi.
Nello stesso anno fonda le Edizioni musicali Eliseo.
Alla fine del decennio Sciascia, durante il doppiaggio di una pubblicità televisiva, conosce Antonio Virgilio Savona (Quartetto Cetra) che gli propone di ampliare il campo d'azione della Vedette, creando una sezione popolare-politica simile a quella de I Dischi del Sole: Sciascia si convince e decide di creare due sottoetichette, Albatros, specializzata in musica folk, e I Dischi dello Zodiaco, assumendo come direttore artistico proprio Savona, che conferisce alla casa discografica le caratteristiche di una vera e propria collana popolare-politica destinata a pubblicare in seguito i dischi di gruppi e solisti appartenenti alla corrente della Nueva Canción Chilena come gli Inti-Illimani, i Quilapayún e il cantautore Víctor Jara, oltre a vari altri artisti italiani e stranieri.
Vengono inoltre create le sottoetichette: WayOut, che pubblicherà tra gli altri i dischi del gruppo bolognese Canzoniere delle Lame; Ars Nova, destinata alla musica classica con una particolare attenzione alla musica antica; Phase 6 Super Stereo, dedicata esclusivamente all'easy listening, che pubblicherà dischi di molti musicisti noti come il chitarrista Bruno Battisti D'Amario, il trombonista jazz Mario Pezzotta e l'orchestra di Francesco Anselmo.
Nel 1975 il nome della casa discografica muta in Editoriale Sciascia, e nel decennio successivo nuovamente in I.M.I. A metà degli anni ottanta Sciascia decide di ritirarsi, lasciando l'azienda al figlio Sergio, che però preferisce concludere un accordo per la cessione dei cataloghi con la Errebiesse.
Armando Sciascia si trasferisce poi negli Stati Uniti e nel 1988 fonda in Connecticut un'azienda musicale, la Preludium Music Company.

## Colonne sonore
- Tropico di notte, documentario, regia di Renzo Russo (1961)
- Mondo caldo di notte, documentario, regia di Renzo Russo (1962)
- Sexy, documentario, regia di Renzo Russo (1962)
- Metempsyco, regia di Antonio Boccacci (1963)
- Sexy ad alta tensione, documentario, regia di Oscar De Fina (1963)
- Gli eroi di ieri... oggi... domani, regia di Enzo Dell'Aquila, Fernando Di Leo, Sergio Tau, Frans Weisz (1963)
- Europa: operazione strip-tease, regia di Renzo Russo (1964)
- Adolescenti al sole, regia di Aldo Rossi (1964)
- L'uomo che bruciò il suo cadavere, regia di Gianni Vernuccio (1964)
- Per un dollaro a Tucson si muore, accreditato come H. Tical, regia di Cesare Canevari (1964)
- Per una valigia piena di donne, regia di Renzo Russo (1964)
- 3 colpi di Winchester per Ringo, regia di Emimmo Salvi (1966)
- La maledizione di Frankenstein, accreditato come H. Tical, regia di Jesús Franco (1973)

## Discografia

### 33 giri
- 1966 - Tre colpi di Winchester per Ringo (Vedette VRM 36015)
- 1971 - Distorsions (Spider VSM 38543; come Blue phantom)
- 1971 - Notturno (Phase 6 Super Stereo VPAS 888; con  Francesco Anselmo)
- 1971 - La musica più bella del mondo (Music I love) (Phase 6 Super Stereo VPAS 893)
- 1972 - Nostalgia (Phase 6 Super Stereo VPAS 894)
- 1974 - Hot films themes (Phase 6 Super Stereo VPAS 910)
- 1972 - Largo e Appassionato (Phase 6 Super Stereo VPAS 906

### 45 giri
- 1957 - Voci di primavera/Sangue viennese (Fonit SP 30168)
- 1962 - Tiger twist/Bla bi chuca (Vedette VV 3623)
- 1962 - Salomè/Fox delle gigolettes (Vedette VV 3637)
- 1962 - Figaro twist/Swing rapsody (Vedette VV 3649)
- 1962 - La danza delle spade/Afro mood (Vedette VV 3653)
- 1963 - The mad madison/Madison bounce (Vedette VV 3655)
- 1963 - Fedra/Flappers' 62 (Vedette VV 3656)
- 1965 - The liars/World tomorrow (Ember EMB S228)
- 1966 - Tre colpi di Winchester/Occhi spenti (Vedette VVN 33107)

### 78 giri
- 1955 - Moulin rouge/Ecstasy (Fonit 14355)
- 1956 - Valzer di Natascia/La rosa di Novgorod (Fonit 14449)

### EP
- 1957 - Valzer di Natascia/Novgorod/Picnic/Non lasciarmi mai (Fonit EP 4139)
- 1959 - Sulle rive del Danubio/Voci di primavera/Rose del sud/Sangue viennese (Fonit EP 4195)

### Produzioni
- 1968 - Pooh - Contrasto
- 1969 -  Pooh - Memorie

### Canzoni composte per altri
H. Tical e Pantros sono pseudonimi dello stesso Sciascia.
| Anno | Titolo                                    | Autori del testo    | Autori della musica | Interpreti ed incisioni                                                |
| ---- | ----------------------------------------- | ------------------- | ------------------- | ---------------------------------------------------------------------- |
| 1963 | Shina oh                                  | strumentale         | H. Tical            | I Ragni                                                                |
| 1964 | Nell'acqua salata                         | Gian Pieretti       | H. Tical            | I Ragni                                                                |
| 1964 | Non mi vede neanche                       | Pantros             | Domboga             | Adriano Barrì                                                          |
| 1965 | La fine del libro                         | Pantros             | Norman Meade        | Equipe 84 (album Equipe 84)                                            |
| 1965 | Mi fa bene                                | Pantros             | Michael Pinder      | Equipe 84 (album Equipe 84)                                            |
| 1965 | Sei felice                                | Pantros             | Ray Davies          | Equipe 84 (album Equipe 84)                                            |
| 1965 | Prima di cominciare                       | Antonio Amurri      | H. Tical            | Equipe 84 (album Equipe 84)                                            |
| 1965 | Cominciamo a suonar le chitarre           | Pantros             | Don Harris          | Equipe 84 (album Equipe 84)                                            |
| 1965 | La den da da                              | Pantros             | M. Russell          | Equipe 84 (album Equipe 84)                                            |
| 1965 | Sei già di un altro                       | Pantros             | Brian Wilson        | Equipe 84 (album Equipe 84)                                            |
| 1966 | Un giorno tu mi cercherai                 | Pantros             | Franco Campanino    | Equipe 84 (45 giri Un giorno tu mi cercherai/L'antisociale)            |
| 1966 | L'antisociale                             | Pantros             | Francesco Anselmo   | Equipe 84 (45 giri Un giorno tu mi cercherai/L'antisociale)            |
| 1966 | Sono l'uomo di ieri                       | Pantros             | H. Tical            | Pooh (45 giri Vieni fuori/L'uomo di ieri)                              |
| 1966 | Era un ragazzo                            | Pantros             | Armando Sciascia    | Raf Belmonte (45 giri Vedette VVN 33108)                               |
| 1966 | Per quelli come noi                       | Pantros             | Francesco Anselmo   | Pooh (album Per quelli come noi)                                       |
| 1966 | La solita storia                          | Pantros             | Francesco Anselmo   | Pooh (album Per quelli come noi)                                       |
| 1966 | Non la fermare                            | Pantros             | Francesco Anselmo   | Pooh (album Per quelli come noi)                                       |
| 1966 | La vostra libertà                         | Pantros             | Francesco Anselmo   | Pooh (album Per quelli come noi)                                       |
| 1966 | Brennero '66                              | Pantros             | Francesco Anselmo   | Pooh (album Per quelli come noi)                                       |
| 1966 | Sono l'uomo di ieri                       | Pantros             | Francesco Anselmo   | Pooh (album Per quelli come noi)                                       |
| 1966 | Piove sul mondo                           | Gian Pieretti       | H. Tical            | Rebecca & C                                                            |
| 1967 | Cose di questo mondo                      | Pantros             | Francesco Anselmo   | Pooh (45 giri Nel buio/Cose di questo mondo)                           |
| 1967 | Se potessi essere il vento                | Roberto Castiglione | H. Tical            | Roby Crispiano (45 giri A piedi scalzi/Se potessi essere il vento)     |
| 1967 | Tu non sai                                | Pantros             | Pete Townshend      | Cuccioli                                                               |
| 1967 | La strada che cerco                       | Pantros             | H. Tical            | Cuccioli                                                               |
| 1968 | Il cane d'oro                             | Pantros             | H. Tical            | Pooh (album Contrasto)                                                 |
| 1968 | Il tempio dell'amore                      | Pantros             | Lee Selmoco         | Pooh (album Contrasto)                                                 |
| 1968 | Il buio mi fa paura (quando vien la sera) | Pantros             | Francesco Anselmo   | Pooh (album Contrasto)                                                 |
| 1968 | C'è l'amore negli occhi tuoi              | Pantros             | Francesco Anselmo   | Pooh (album Contrasto)                                                 |
| 1968 | Mr. Jack                                  | Pantros             | H. Tical            | Pooh (album Contrasto)                                                 |
| 1968 | E dopo questa notte                       | Pantros             | H. Tical            | Pooh (album Contrasto)                                                 |
| 1968 | Contrasto                                 | strumentale         | H. Tical            | Pooh (album Contrasto)                                                 |
| 1968 | Buonanotte Penny                          | Pantros             | H. Tical            | Pooh (45 giri Buonanotte Penny/Il tempio dell'amore)                   |
| 1968 | L'aria d'oro                              | Luciano Beretta     | H. Tical            | Roby Crispiano (45 giri L'aria d'oro/La corda)                         |
| 1968 | I 5 orsacchiotti                          | Pantros             | H. Tical            | Tina Polito (45 giri Piangi cerca e ridi/I 5 orsacchiotti)             |
| 1969 | La bambina di piazza Cairoli              | Stefano Rossi       | H. Tical            | L'Arca di Noè (45 giri Io e il vagabondo/La bambina di piazza Cairoli) |
| 1970 | Sandy                                     | Giuseppe Cassia     | H. Tical e Erreci   | Free love (45 giri Sandy/Il tempo di pietra)                           |
| 1971 | Diodo                                     | strumentale         | H. Tical            | Blue Phantom (album Distortions)                                       |